# Georgios Kaminiaris
Georgios Kaminiaris (20 oktober 1988) is een Belgisch-Griekse voetballer die wordt uitgespeeld als linksachter. Sinds medio 2014 voetbalt hij voor tweedeklasser RAEC Mons.

## Carrière

### Boussu Dour
In de zomer van 2009 kwam hij bij tweedeklasser Boussu Dour Borinage terecht, waar hij een vaste waarde werd. Hij zou dat seizoen uiteindelijk 28 wedstrijden spelen. In zijn tweede seizoen bij Boussu Dour kreeg hij iets minder speelkansen.

### La Louvière
In 2011 stapte hij over naar derdeklasser UR La Louvière Centre, waar hij slechts één seizoen zou verblijven.

### KV Oostende
In 2012 maakte hij opnieuw de overstap naar de Tweede Klasse, hij ging er voor kustploeg KV Oostende voetballen, waar hij heel wat speelkansen kreeg. Zijn debuut maakte hij in de bekerwedstrijd tegen eersteklasser OH Leuven. Tegen Lommel United maakte hij zijn competitiedebuut. Op zeven april 2013 mocht hij de titel vieren met Oostende. Hij promoveerde mee met de club naar de Jupiler Pro League. Het seizoen 2013/14 mocht hij aanvatten in de A-kern van de kustploeg, maar midden oktober werd hij, samen met vier andere spelers, naar de B-kern verwezen. Na het seizoen maakte hij de overstap naar tweedeklasser RAEC Mons

## Statistieken
| seizoen | club                 | land   | competitie         | wed. | goals |
| ------- | -------------------- | ------ | ------------------ | ---- | ----- |
| 2009/10 | Boussu Dour Borinage | België | EXQI League        | 28   | 1     |
| 2010/11 | Boussu Dour Borinage | België | Tweede Klasse      | 24   | 0     |
| 2011/12 | La Louvière          | België | Derde Klasse       | 30   | 0     |
| 2012/13 | KV Oostende          | België | Belgacom League    | 24   | 0     |
| 2013/14 | KV Oostende          | België | Jupiler Pro League | 0    | 0     |
| 2014/15 | RAEC Mons            | België | proximus League    | 24   | 0     |
|         |                      |        | Totaal             | 106  | 1     |

## Palmares
| Nationaal           |    |      |
| Titel Tweede Klasse | 1x | 2013 |